# 8siem
8siem – ósma płyta polskiego punk rockowego zespołu The Bill, nagrana w nowym składzie. Prace nad płyta trwały od połowy 2012 r. Materiał nagrywany był w warszawskim Freeze Art Studio.

## Lista utworów
1. "Oto jestem"
2. "Krzyk"
3. "Anioł"
4. "Pozwól mi"
5. "To ja"
6. "Ordery chwały"
7. "Drzewa"
8. "Siła"
9. "Płomień"
10. "Słowa jak kamienie"
11. "Wystarczy być"
12. "Tu i teraz"

## Twórcy
- Dariusz "Kefir" Śmietanka – gitara, wokal
- Gerard "Gere" Chodyra – gitara basowa
- Sebastian Stańczak – gitara elektryczna
- Artur "Artie" Woźniak – perkusja